# Breitenstein, Mansfeld-Südharz
Breitenstein là một đô thị thuộc huyện Mansfeld-Südharz, Sachsen-Anhalt, Đức. Đô thị Breitenstein, Mansfeld-Südharz có diện tích 6,74 km², dân số thời điểm ngày 31 tháng 12 năm 2006 là 507 người.